# Lagevloertram
Een lagevloertram is een tram met een lage vloer over 70% tot 100% van de totale lengte. De lage vloer is maximaal 35 centimeter hoog (gemeten vanaf de kop van de spoorstaaf). Bij de deuren is de vloer meestal nog een paar centimeter lager.
Lagevloertrams zijn beter toegankelijk omdat een trap bij de deuren ontbreekt. Kinderwagens en buggy's kunnen makkelijker mee en reizigers zonder mobiliteitsbeperking kunnen sneller in- en uitstappen, wat de exploitatiesnelheid van de tram ten goede komt. Mensen in een rolstoel kunnen moeilijker gebruik kunnen maken van de lagevloertram, omdat de vloer vaak niet goed aansluit met het halteperron.
In eerste instantie waren de aanschafkosten van een lagevloertram fors hoger dan die van trams met een hoge vloer. Sinds lagevloertrams in grote aantallen aangeschaft worden door vrijwel alle vervoerbedrijven, is het prijsverschil gedaald. Lagevloertrams werden bovendien in veel landen of steden gesubsidieerd.

## Geschiedenis
Een vroege variant was de "stepless car", die vanaf 1912 in New York werd gebruikt. Hiervan is ook een dubbeldeks versie ontwikkeld. Beide typen maakten gebruikt van draaistellen met op een van de assen extra kleine wielen, "pony wheels" genoemd. De eerste lagevloertram zonder doorgaande assen heeft in Essen vanaf 1934 proefritten gemaakt.

## Opbouw en indeling

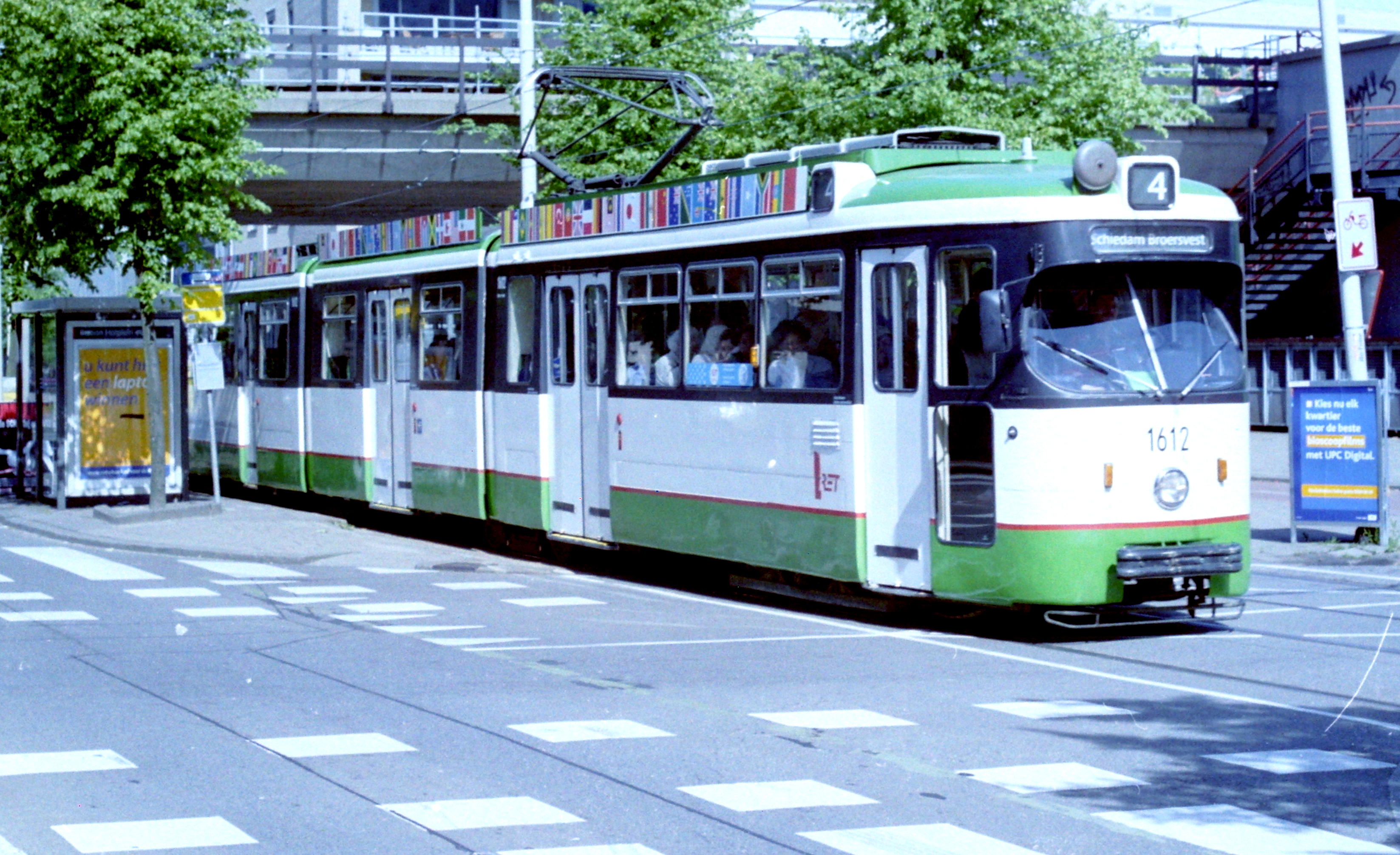
Voorbeeld figuur 1: een Rotterdamse tram van Duewag.

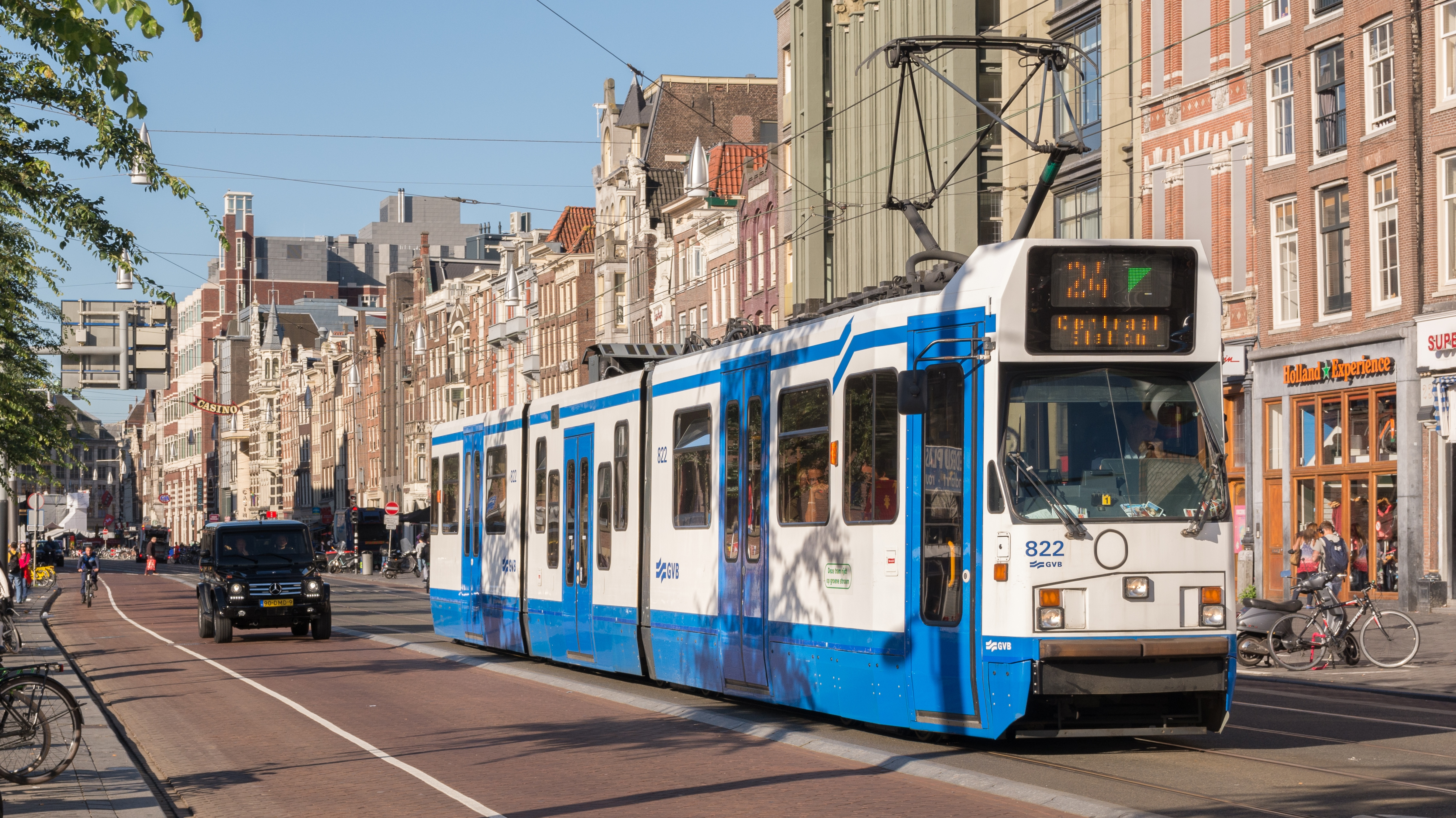
Voorbeeld figuur 2: een Amsterdamse 12G met lagevloermiddenbak.

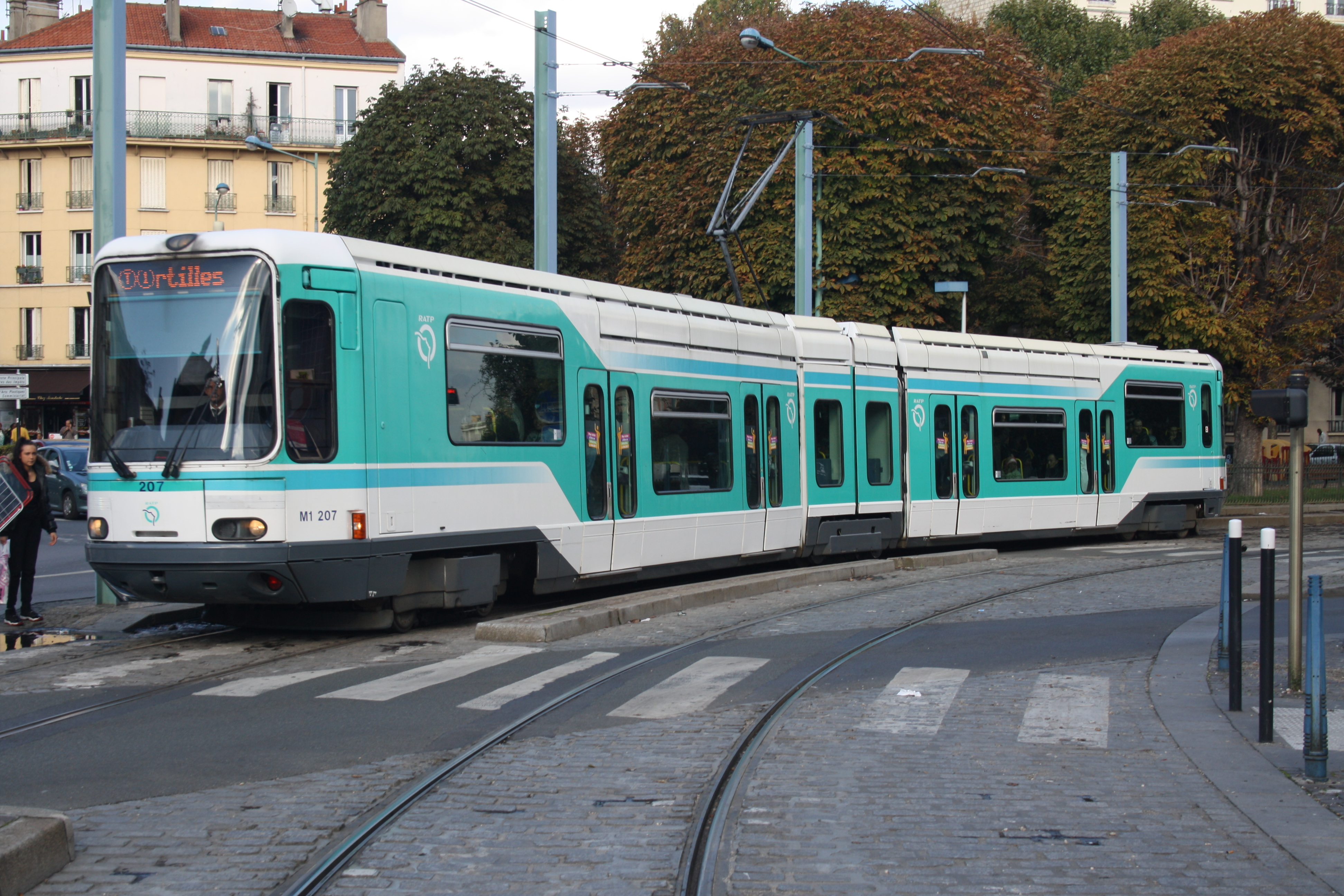
Voorbeeld figuur 3: een Parijse Alstom TFS-2 met 70% lage vloer.

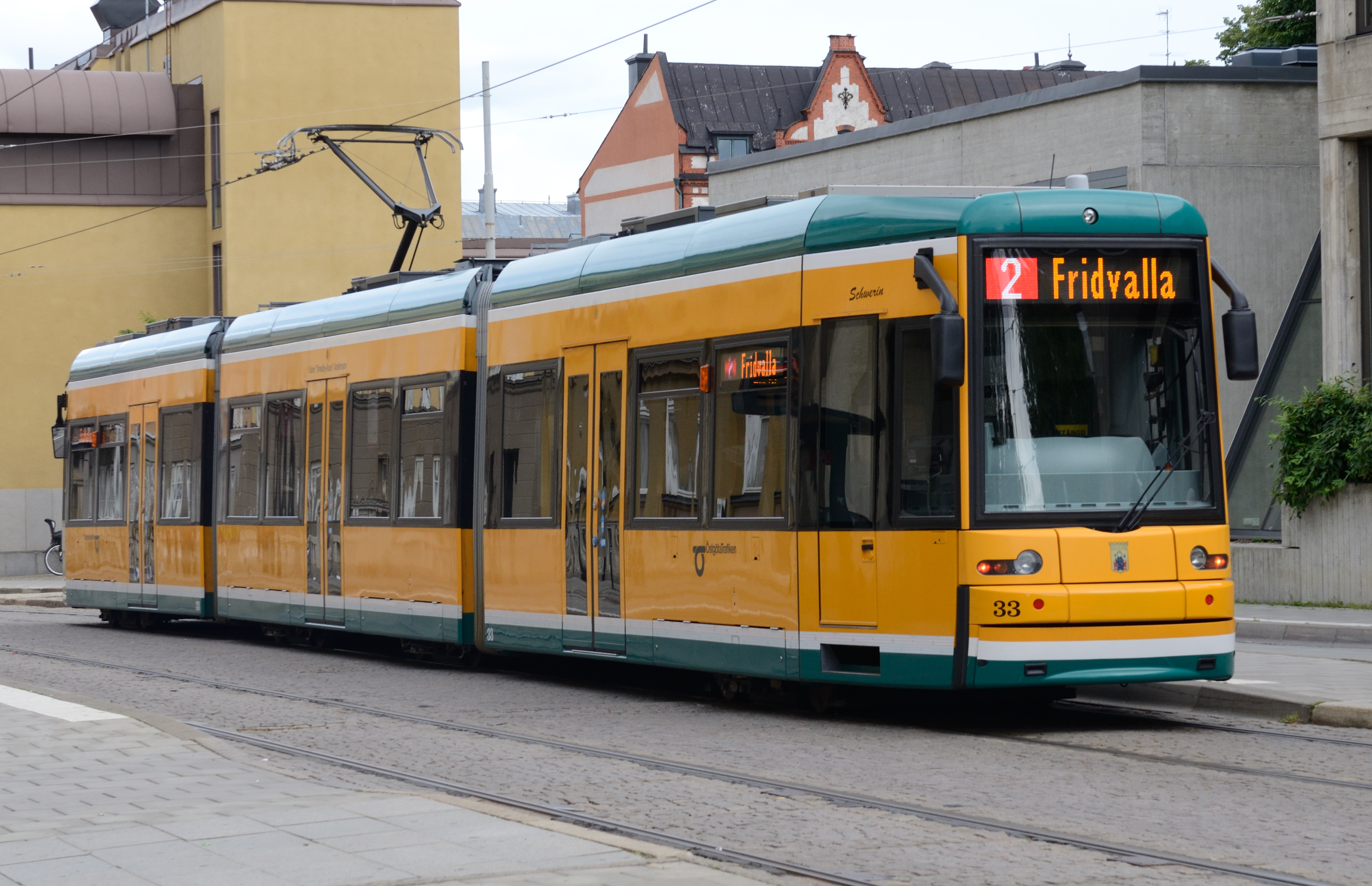
Voorbeeld figuur 4: een Bombardier Classic met 70% lage vloer in Norrköping.

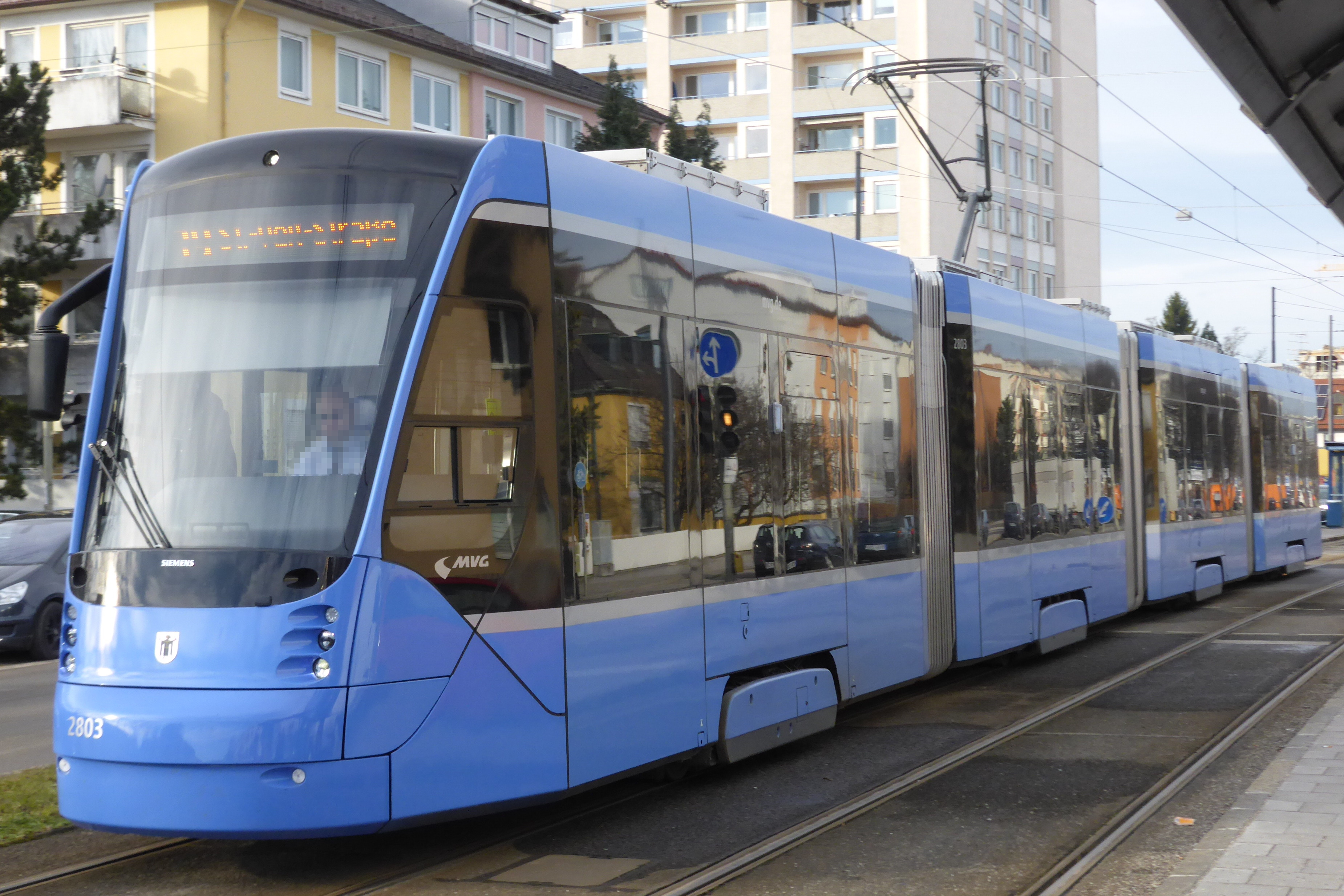
Voorbeeld figuur 5: een Avenio met 100% lage vloer in München.

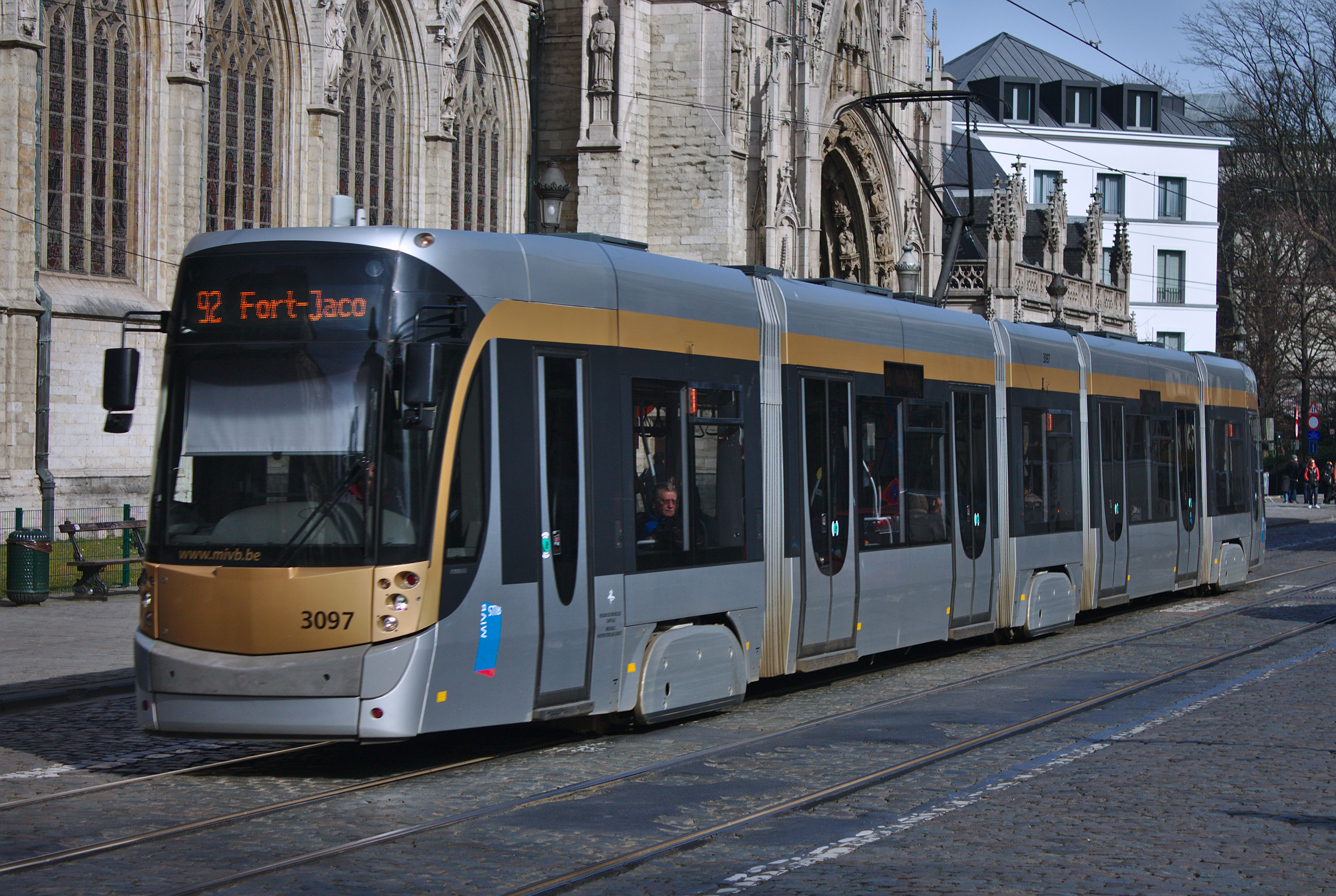
Voorbeeld figuur 6: een Brusselse Flexity met 100% lage vloer.

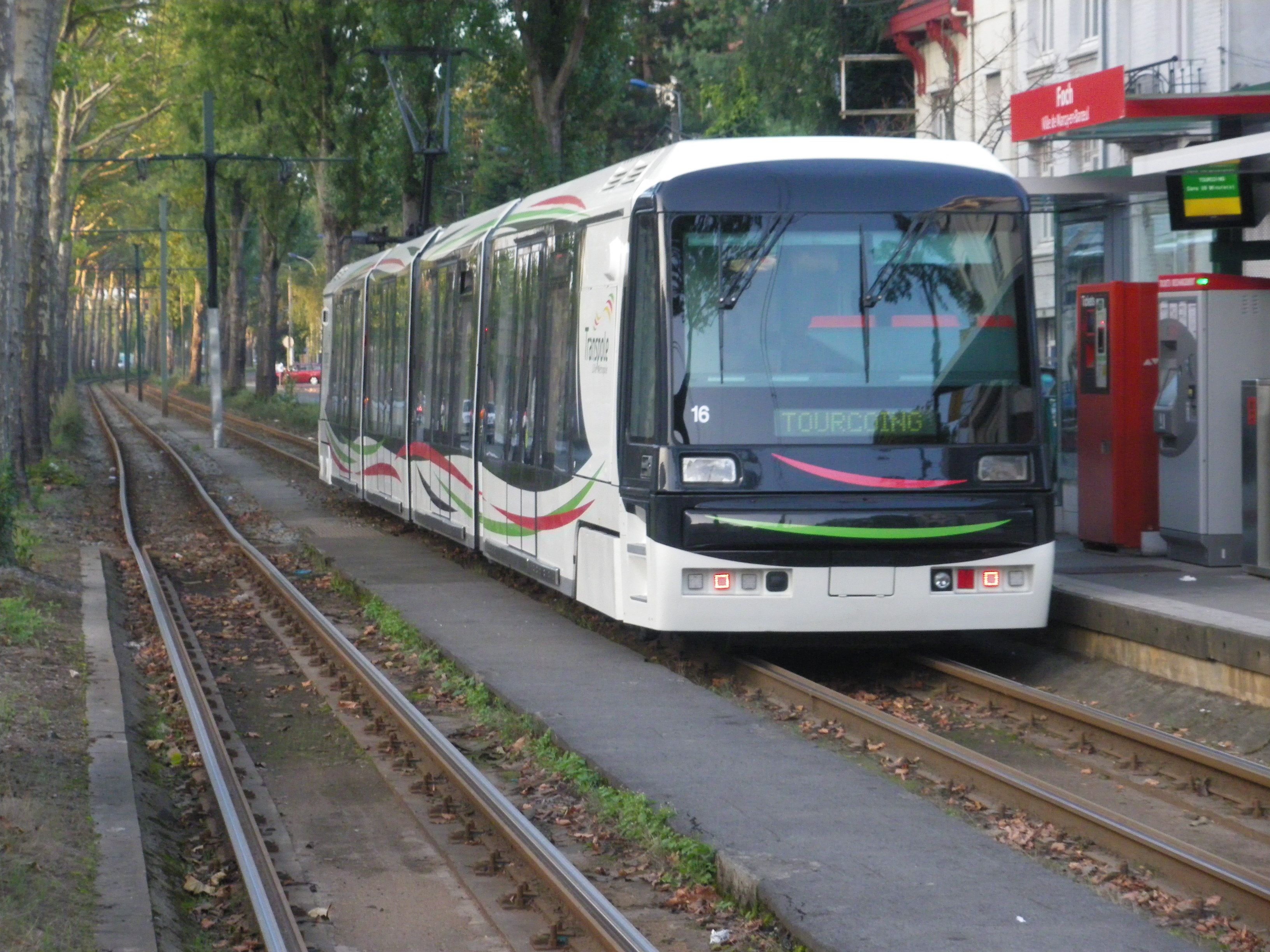
Een Breda VLC in Lille/Rijsel met afwijkende as-indeling.

Vanaf eind jaren 1940 tot eind jaren 1980 was de tram met een hoge vloer op draaistellen, waarvan de middelste jacobsdraaistellen zijn, de norm (figuur 1). Uit dat type model is het concept met een lagevloermiddenbak ontstaan (figuur 2). Bij deze trams heeft de middelste bak in het midden een lagere vloer. Voorbeelden hiervan zijn de Amsterdamse trams 11G/12G, de LRV-trams van de kusttrams in Vlaanderen, waarvan een aantal later voorzien is van een lagevloertussenbak evenals de GT10NC-DU uit Duisburg. De tram met een lagevloermiddenbak wordt doorgaans geen lagevloertram genoemd, omdat het percentage met een lage vloer te laag is.
De meest gebruikte lagevloertechniek is het gebruik van een combinatie van rijtuigbakken op vier wielen met rijtuigbakken zonder wielen. De bakken zonder wielen -worden als het ware zwevend- tussen de eerstgenoemde rijtuigbakken ingehangen (figuur 6). Op deze wijze kan de vloer over de gehele lengte laag zijn. Voorbeelden hiervan zijn de Citadis, de Combino en de Urbos. Doordat de wielstellen zich in bogen anders gedragen dan de traditionele draaistellen, heeft het lange tijd geduurd totdat de rij-eigenschappen naar tevredenheid waren. Bij veel oudere trams van dit type komt een verhoogde slijtage van de rails voor.
Een vergelijkbare, maar iets oudere techniek is de rijtuigbak met vier wielen per wagenbak in het midden van de bak (figuur 5). Dit type is ontwikkeld door MAN en was in 1990 de eerste lagevloertram ter wereld met een lage vloer over de gehele lengte. Deze trams rijden in tien Duitse en enkele Japanse steden, Siemens maakt met de Avenio een vergelijkbaar type.
In enkele andere Duitse steden rijden trams waarbij de wielen onder de middenbak bestaan uit 1-assige meesturende draaistellen (figuur 4). Deze draaistellen hebbde de Duitse afkorting EEF (Einzelrad-Einzelfahrwerk). Een variant op dit type heeft onder de middenbak reguliere twee-assige draaistellen zoals bij de RegioCitadis. De meeste Lightrailvoertuigen in de Verenigde Staten en Canada hebben vaak eenzelfde indeling. Het belangrijkste verschil is dat de vier wielen centraal en zonder draaistel onder de middenbak bevestigd zijn (figuur 3).

## Bekende lagevloertrams
Figuur 1 toont geen lagevloertram.
- ForCity Alfa van Škoda als figuur 1 maar met 100% lage vloer (15T - onder andere Praag)

Figuur 2:
- 11G/12G van BN (Amsterdam)
- GT10NC-DU van Duewag (Duisburg)
- LRV van BN met 3e wagenbak (Belgische Kust)
- Moderus Beta van Modertrans (onder andere Poznań)
- Tramway Français Standard (TFS-1) van Alstom met 3e wagenbak (Nantes)
- Super Light Rail Vehicle (SLRV) van Kinki Sharyo met 3e wagenbak (Dallas)

Figuur 3:
- Avanto/S70 van Siemens (onder andere Houston, San Diego)
- Citadis 301 van Alstom (onder andere in Orléans)
- Flexity Swift van Bombardier (onder andere Stockholm en Keulen)
- RT6N1 van Tatra (onder andere Poznań en Brno)
- Tramway Français Standard (TFS-2) van Alstom (Grenoble, Parijs en Rouen)
- Urbos LRV van CAF (Houston)

Figuur 4:
- Citylink van Vossloh/Stadler (onder andere Sheffield en Karlsruhe)
- Flexity Classic (sommige uitvoeringen) van Bombardier (onder andere Kassel en Krakau)
- NGT8D van Alstom-LHB (ondera andere Maagdenburg en Darmstadt)
- RegioCitadis van Alstom (onder andere Den Haag / Zoetermeer en Kassel)
- Moderus Gamma van Modertrans (Poznań)
- Twist van PESA (onder andere Krakau en Wrocław)
- Urbos-AXL van CAF (onder andere in Stockholm)

Figuur 5:
- AEG-lagevloertram van MAN/AEG (onder andere Bremen en München)
- Avenio van Siemens (onder andere Boedapest, Almada en Den Haag)
- Green Intelligent Tram van CRRC Zhuzhou (onder andere Huai'an en Shenzhen)
- Tramino van Solaris (uitvoering van Braunschweig en Jena)
- Type R van Duewag (Frankfurt)

Figuur 6:
- Astra/Trio/Anitra/Vektra van Škoda en/of Inekon (onder andere Plzen)
- Citadis van Alstom (onder andere Parijs, Rotterdam)
- Cityrunner van Bombardier (Brussel, Linz, Genève, Graz en Lodz)
- Cityway van Alstom/FIAT (Turijn en Messina)
- Cobra van Bombardier (Zürich)
- Combino van Siemens (onder andere Amsterdam)
- Eurotram van Bombardier (Straatsburg, Milaan en Porto)
- HermeLijn van Siemens/DWA (Antwerpen, Gent, Belgische Kust en Dresden)
- Incentro van Bombardier (Nantes en Nottingham plus Berlijn als Flexity)
- Sirio van AnsaldoBreda (Milaan, Napels, Göteborg en Athene)
- Swing 120Na van PESA (onder ander Warschau)
- TMK 2200 van Crotram (Zagreb)
- Tramino van Solaris (onder ander Poznań en Olsztyn)
- Urbos van CAF (Bilbao, Sevilla, Zaragoza en Málaga)
- Variobahn van Stadler Rail (Chemnitz, Heidelberg, Helsinki en Mannheim)

Enkele tramtypen vormen een combinatie van bovenstaande tramtypen:
- Flexity XL van Bombardier (Leipzig)
- Krakowiak 2014N van PESA (Krakau)
- Tango van Stadler (uitvoering van Bazel en Genève)

Het ontwerp van de volgende typen trams is zo uniek dat ze niet in een van de bovenstaande categorieën passen:
- Ultra Low Floor (ULF) van Siemens/SGP (Wenen)
- VLC van Breda (Lille/Rijsel)